# Кабреува (Сан-Паулу)
Кабреува (порт. Cabreúva)  —  муниципалитет в Бразилии, входит в штат Сан-Паулу. Составная часть мезорегиона Макрорегион агломерации Сан-Паулу. Входит в экономико-статистический  микрорегион Сорокаба. Население составляет 43 659 человек на 2006 год. Занимает площадь 259,807 км². Плотность населения — 168,0 чел./км².

## История
Город основан в _ году.

## Статистика
- Валовой внутренний продукт на 2003 составляет 501.486.551,00 реалов (данные: Бразильский институт географии и статистики).
- Валовой внутренний продукт на душу населения на 2003 составляет 12.919,25 реалов (данные: Бразильский институт географии и статистики).
- Индекс развития человеческого потенциала на 2000 составляет 0,774 (данные: Программа развития ООН).

## География
Климат местности: субтропический. В соответствии с классификацией Кёппена, климат относится к категории Cfb.